# سباستین پنکو
سباستین پنکو (انگلیسی: Sebastián Penco؛ زادهٔ ۲۲ سپتامبر ۱۹۸۳) بازیکن فوتبال اهل آرژانتین است.
از باشگاه‌هایی که در آن بازی کرده‌است می‌توان به باشگاه اتلتیکو ایندپندینته و باشگاه فوتبال راسینگ کلوب آویاندا اشاره کرد.